# Chráněná krajinná oblast Malé Karpaty
Chráněná krajinná oblast Malé Karpaty je jedna ze čtrnácti chráněných krajinných oblastí na Slovensku. Chráněná oblast se nachází v Malých Karpatech, které jsou součástí Karpat na západním Slovensku. Jihozápadní část chráněné krajinné oblasti tvoří kopec Devínská Kobyla v Bratislavě a severovýchodní část Čachtické Karpaty u města Nové Mesto nad Váhom a obce Čachtice v okrese Nové Mesto nad Váhom v Trenčínském kraji. Obě oblasti jsou odděleny od hlavního horského pásma. Chráněná oblast o rozloze 646,1 km² byla vyhlášená v roce 1976 a rozkládá se na území okresů Malacky, Senica, Myjava, Pezinok, Piešťany a Trnava.

## Maloplošná zvláště chráněná území
V chráněné krajinné oblasti se nachází následující maloplošná zvláště chráněná území:
- Národní přírodní rezervace:
  - Devínská Kobyla
  - Hajdúchy
  - Hlboča
  - Kršlenica
  - Pohanská
  - Roštún
  - Záruby
- Národní přírodní památky:
  - Čachtická jeskyně
  - Driny
- Přírodní rezervace:
  - Bolehlav
  - Buková
  - Chríb
  - Fialková dolina
  - Jurské jazero
  - Kamenec
  - Katarína
  - Klokoč
  - Lančársky Dubník
  - Lošonský háj
  - Málová
  - Nad Šenkárkou
  - Orlie skaly
  - Pod Holým vrchom
  - Pod Pajštúnom
  - Pralesy Slovenska – Vysoká
  - Pralesy Slovenska – Veterlín
  - Pralesy Slovenska – Zámok
  - Skalné okno
  - Slopy
  - Strmina
  - Vydrica
  - Vysoká
  - Zlatá studnička
  - Čerenec
  - Čierna skala
  - Ševcova skala
- Přírodní památky:
  - Bukovina
  - Deravá skala
  - Limbašská vyvieračka
  - Malá Pec
  - Mnichova díra 1
  - Tisové skaly
  - Veľká pec
  - Vyvieračka pod Bachárkou
  - Zrubárka
  - Čertov žľab
  - Ľahký kameň
- Chráněné areály:
  - Čachtické Karpaty
  - Svätojurské hradisko